# Haute École de gestion de Genève
Haute École de Gestion (franska: HEG) är ett universitet i Schweiz.   Det ligger i distriktet Genève och kantonen Genève, i den sydvästra delen av landet, 130 km sydväst om huvudstaden Bern.